# Церква Святих Сергія і Вакха (Стамбул)
Мечеть Мала Софія (тур. Küçük Ayasofya Camii), колишня Церква Святих Сергія і Вакха (грец. Ἐκκλησία τῶν Ἁγίων Σεργίου καὶ Βάκχου ἐν τοῖς Ὁρμίσδου) — мечеть у Стамбулі, Туреччина. Була однією з найдавніших церков Константинополя, що зберігала та послужила прообразом для базиліки Сан-Вітале (центричний храм) і собору Святої Софії (купольна базиліка), звідси й друга назва церкви — «Мала Ая-Софія». Храм присвячений святим мученикам Сергію і Вакху та розташований в південній частині Стамбулу, поруч з іподромом (район Фатіх).

## Історія
За наказом імператора Юстиніана I та його дружини Феодори православна церква Святих Сергія і Вакха була побудована у першій половині 6 століття. Турки в період правління султана Баязида II перетворили храм у мечеть та дали назву Кючюк Айя-Софія (Мала Свята Софія, або Мала Софіївська мечеть).
Храм був зведений у 527—529 роках поблизу палацу де імператор Юстиніан провів молоді роки свого життя. Його архітекторами були Ісідор Мілетський та Анфемій Траллський. Він складав разом із більш давньою церквою Святих Петра та Павла єдиний ансамбль.
Після завойовування Константинополя османами, під час правління султана Баязида II, церква була перетворена в мечеть наглядачем гарему султана Хусейном-ага. З часом біля двору мечеті були споруджені усипальниця Хусейна-ага та келії для медитації. Церква Святих Сергія і Вакха зазнала пошкоджень під час землетрусів у 1648 та 1763 роках. Відновили її у 1831 році. У 1860 році неподалік від храму була побудована залізниця, яка пошкодила будівлю церкви.

## Архітектура

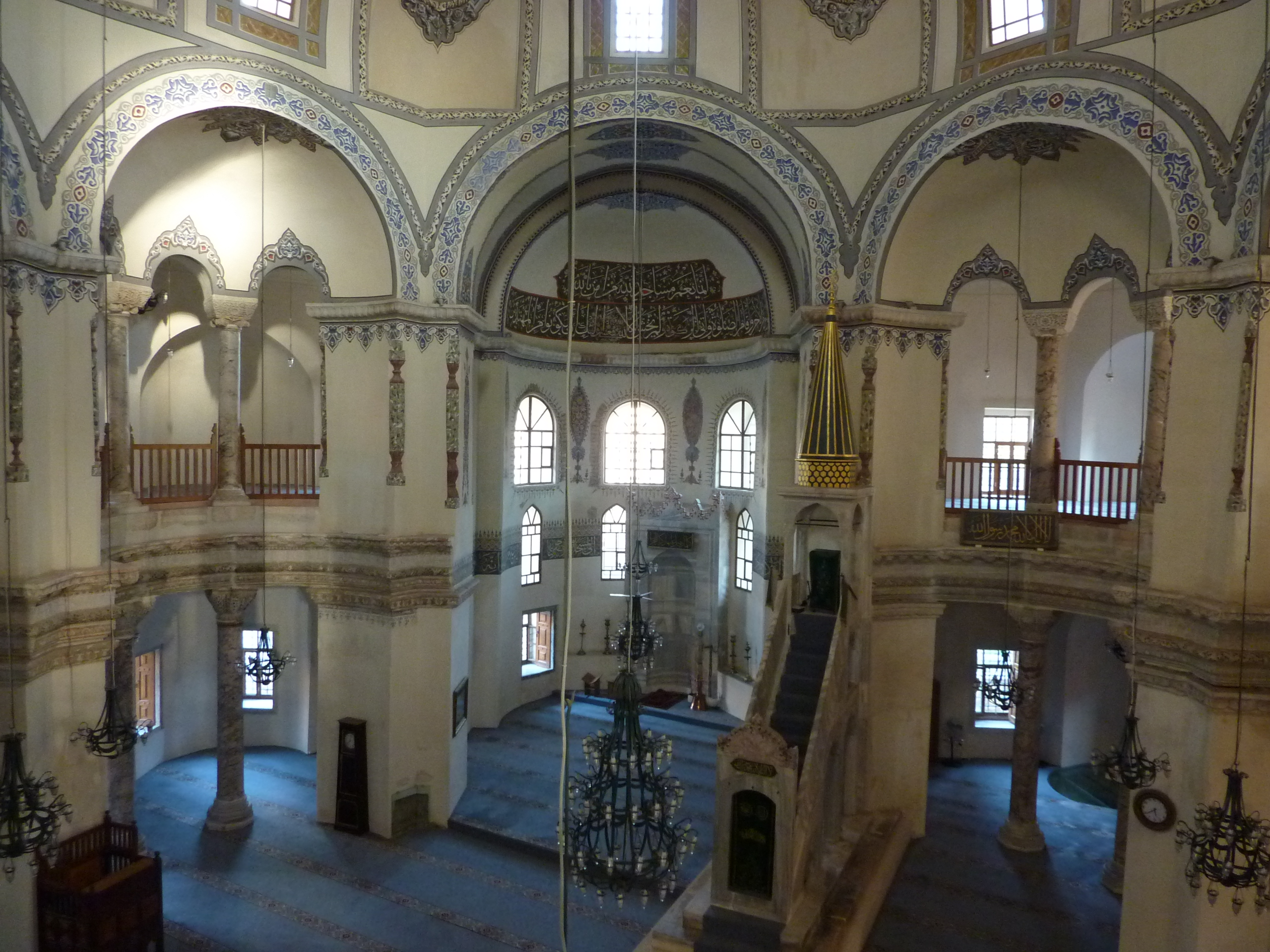
Інтер'єр «Малої Софійської мечеті»

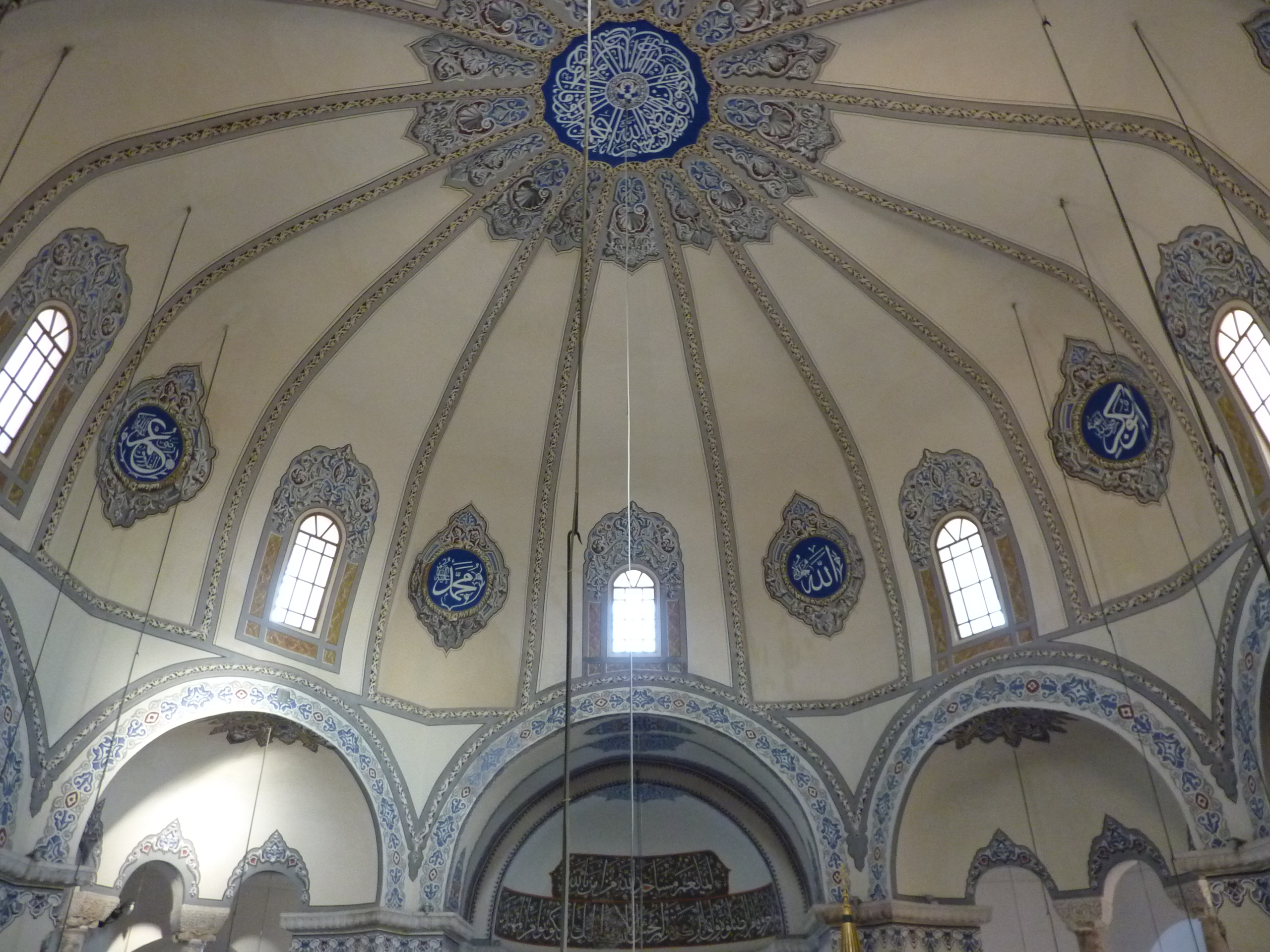
Всередині «Малої Софійської мечеті» (купол)

Церква Святих Сергія і Вакха зразок ранньої візантійської архітектури, особливість якої проявилася в наявності великого центрального купола, поставленого на восьмигранну основу. Вона має розміри — 34 на 30 метрів, при апсиді глибиною 3,60 м і двометровому нартексі. Церква неправильної чотирикутної форми увінчана зниженим куполом, внутрішня висота якого 16,33 м. Купол стоїть на восьмикутному барабані по тій же системі, що вжита в архітектурі собору Святій Софії.
Підтримують його чотири потужних опори та шістнадцять колон із каменю, лиштві та зеленого мармуру з прожилками і з червоного сіннадського мармуру. По верхньому ярусу, подібним же чином чергуючись, стоять вісімнадцять колон. Над нижніми колонами йде фриз з написом на честь Юстиніана і Феодори, творіння придворного поета. Навколо центрального нефа мечеті зберігся напис грецькою, на самій будівлі також є чимало ініціалів Юстиніана і Феодори, які часто відвідували цю церкву.
Передбачається, що у другій половині 18 ст. був встановлений старий мінарет мечеті у стилі бароко. За невідомою причиною у 1936 році мінарет був знесений. Сучасний мінарет мечеті був зведений у 1955 році. Восьмигранний історичний шадирван (фонтан для ритуальних умивань) виконаний з мармуру був знесений у 1938 році.
Біле забарвлення з арабесками закриває візантійську обробку, яка ймовірно не містила мозаїк, оскільки від них не виявилось слідів. У святині зроблена спеціальна галерея, розташована біля входу, на яку можна піднятися по сходах. З цієї частини мечеті відкривається красивий вид на тепер вже мусульманську молитовну залу.

## Сучасність
За довгі роки існування храму її нижня частина опинилася під ґрунтом. Тому зовні вона виглядає порівняно невеликою за розміром. Зараз у храмі регулярно проходять богослужіння, які чути на кілька сотень метрів. Поряд з мечеттю розташоване мусульманське кладовище.

## Галерея

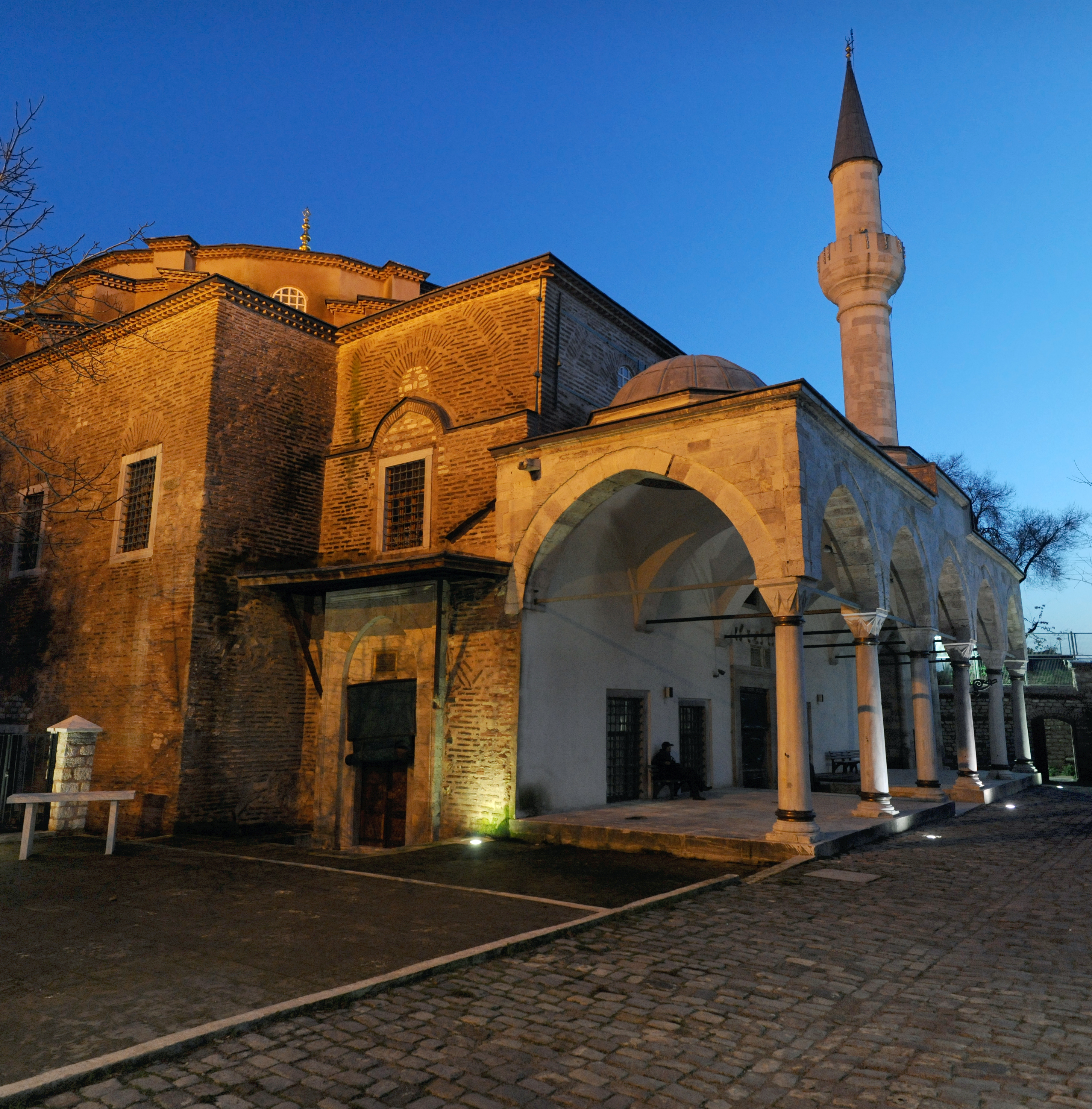
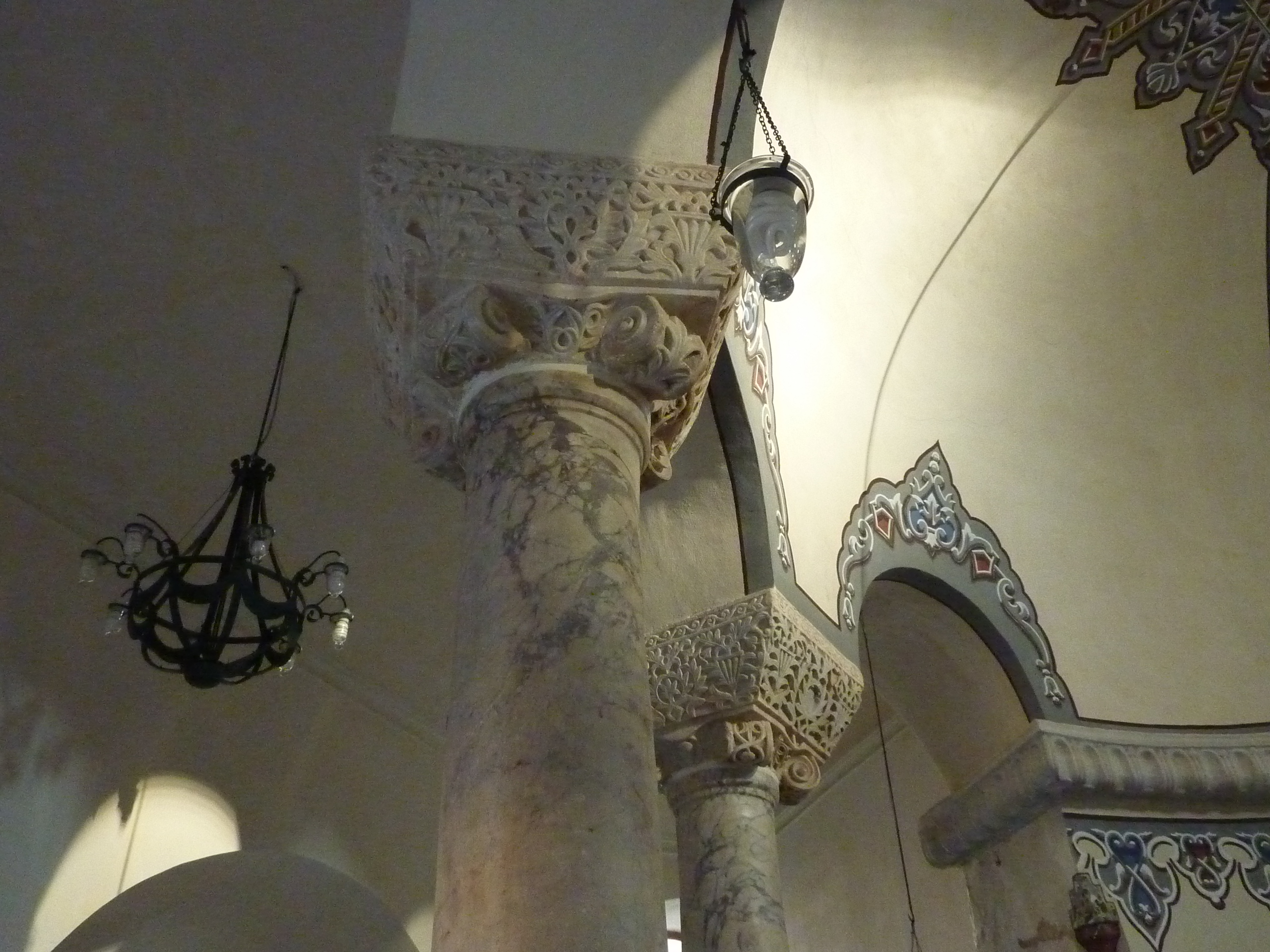
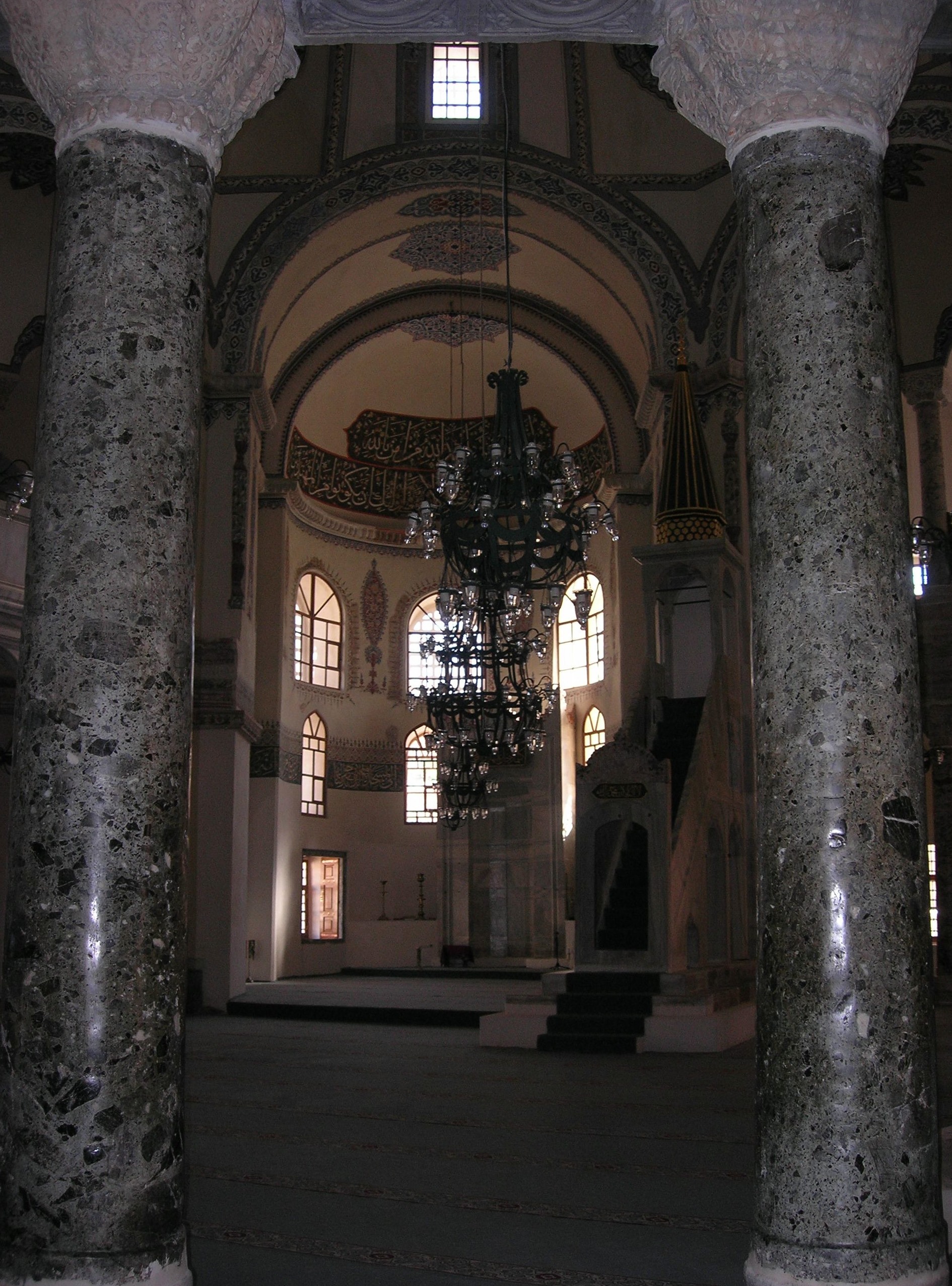
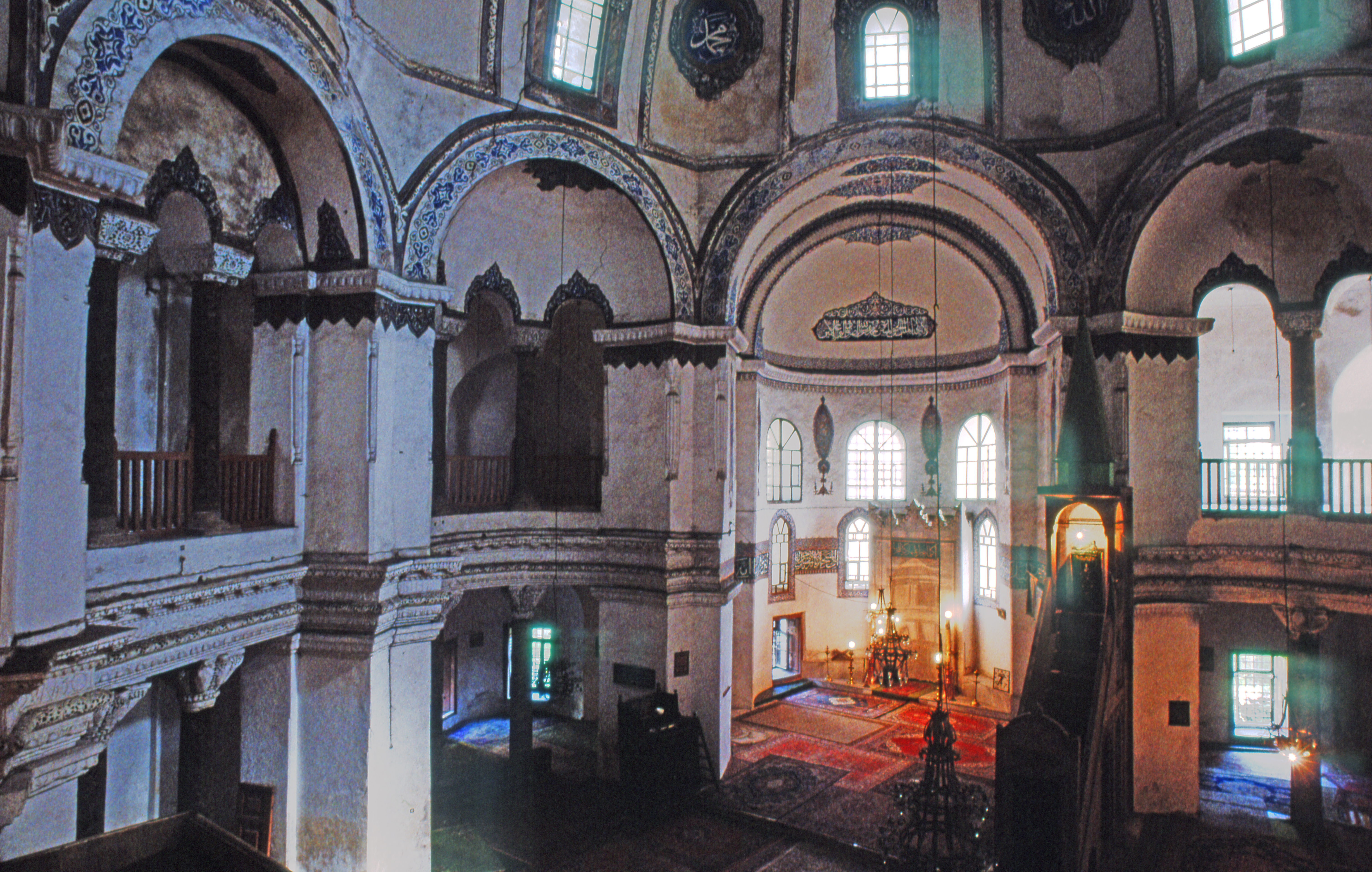
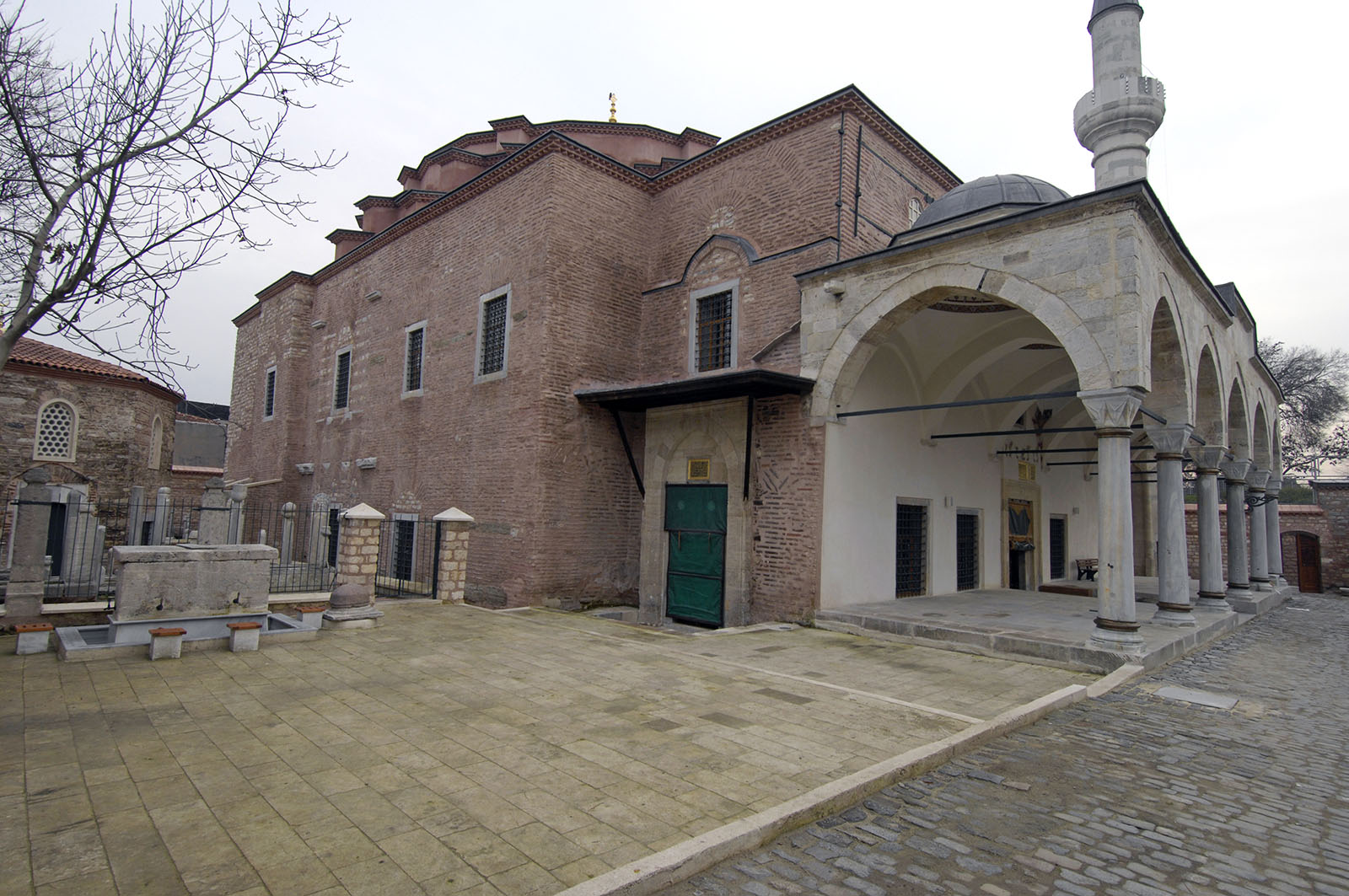
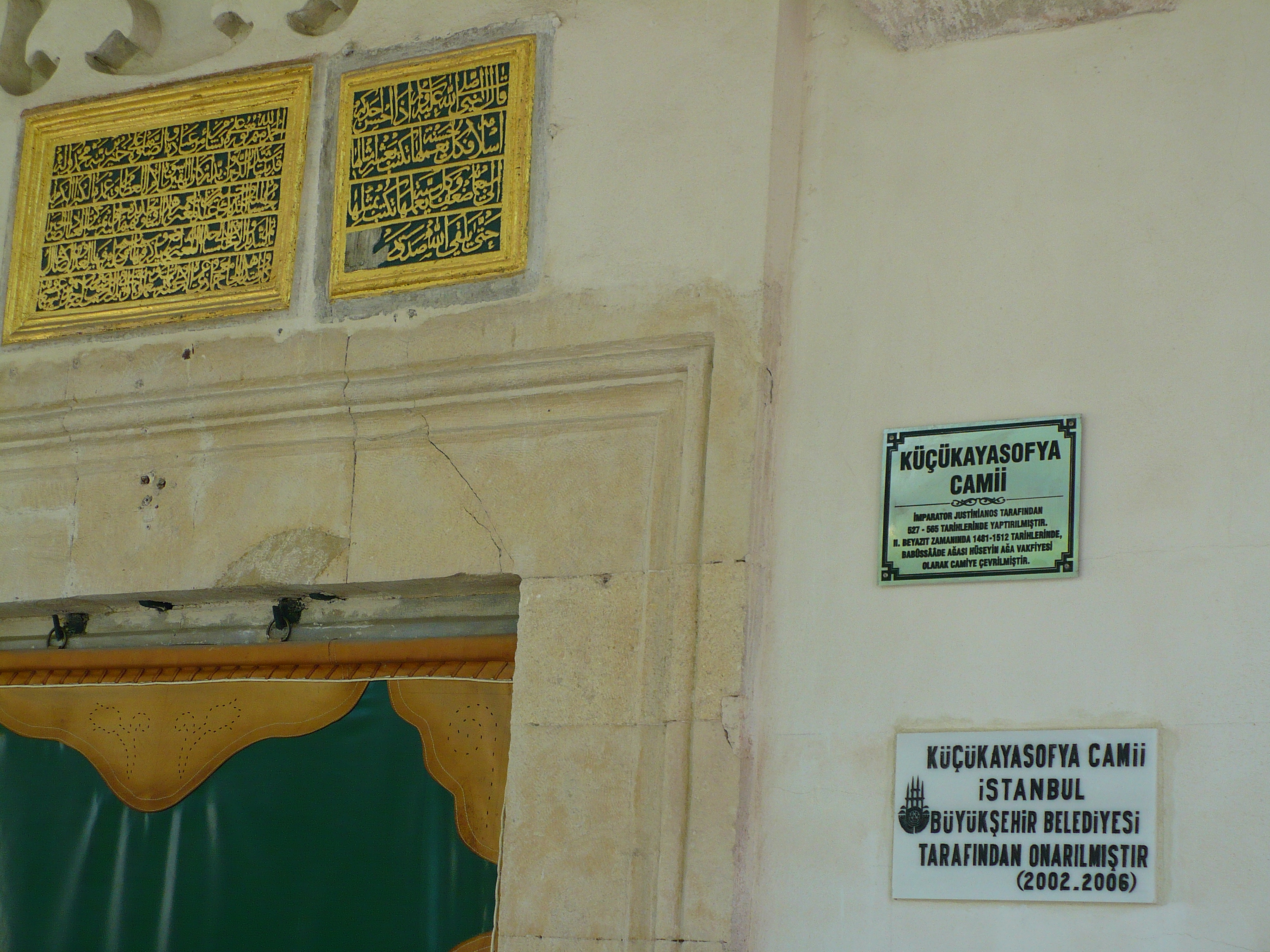
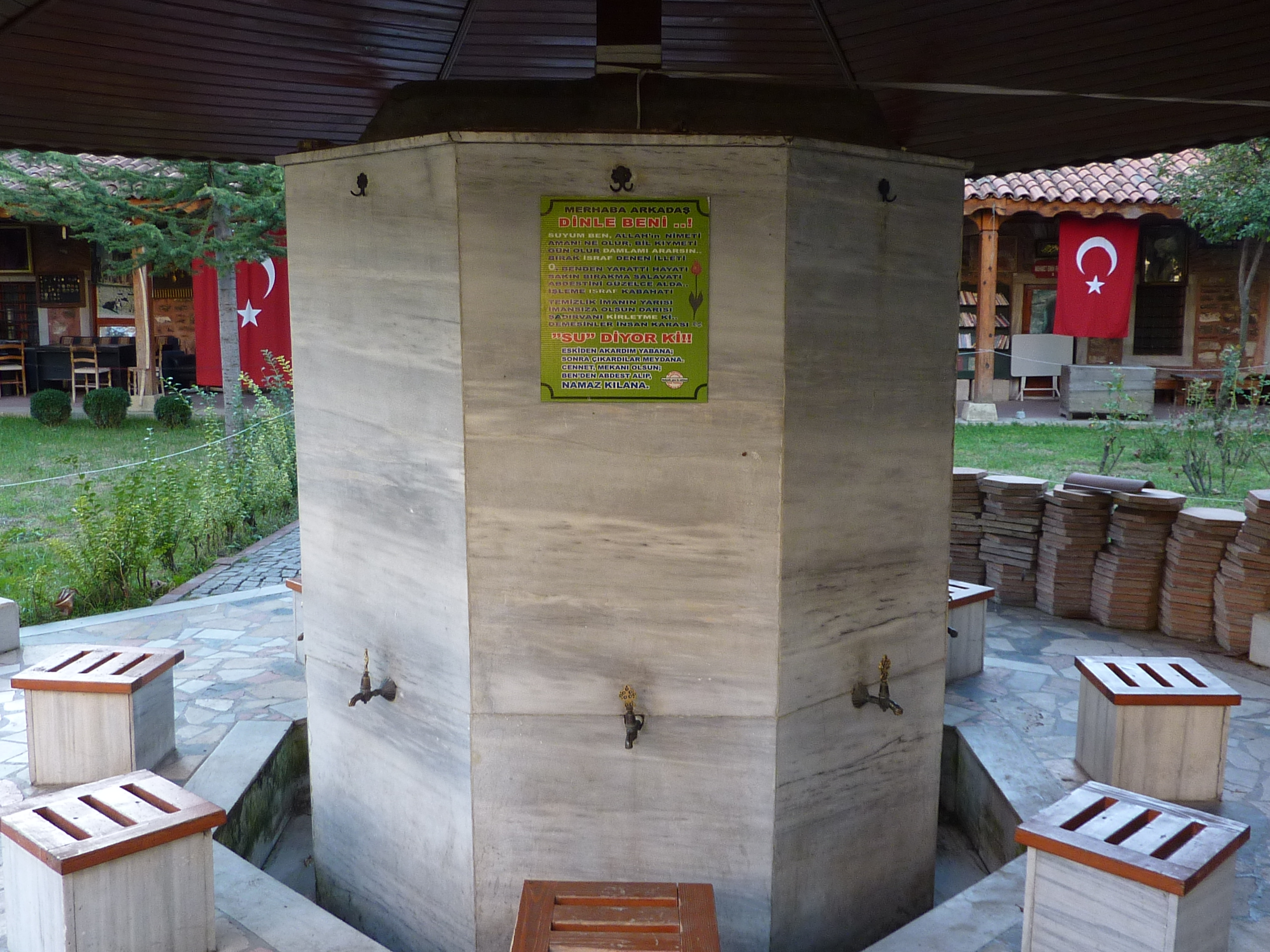
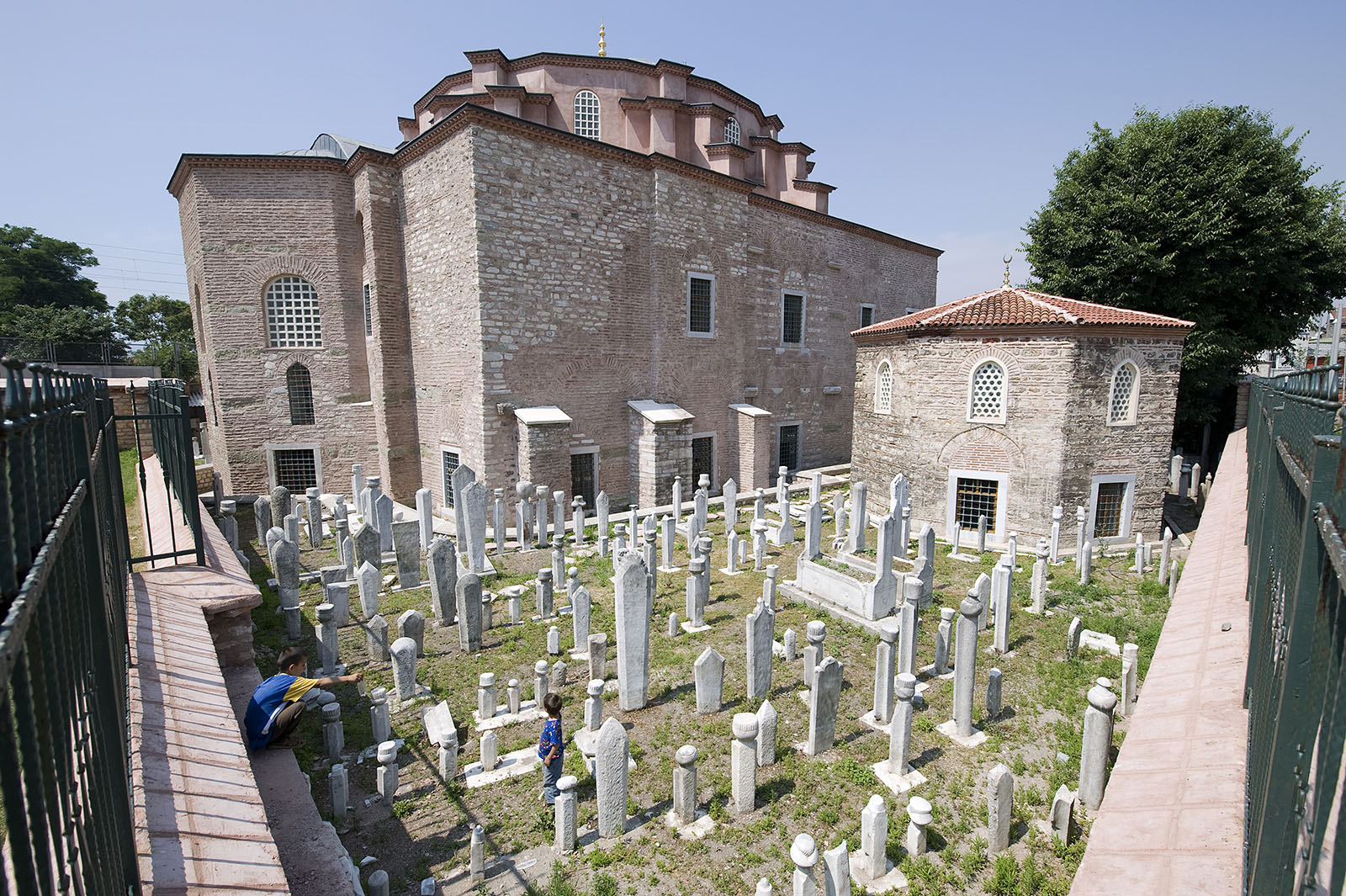